# Costigliole d'Asti
Costigliole d'Asti là một đô thị ở tỉnh Asti vùng Piedmont thuộc Ý, nằm ở vị trí cách khoảng 50 km về phía đông nam của Torino và khoảng 13 km về phía nam của Asti. Tại thời điểm ngày 31 tháng 12 năm 2004, đô thị này có dân số 5.963 người và diện tích là 36,9 km².
Đô thị Costigliole d'Asti có các frazioni (các đơn vị trực thuộc, chủ yếu là các làng) Annunziata, Boglietto, Bionzo, Burio, Case Marchisio, Loreto, Motta, Sant'Anna, Santa Margheritavà Sabbionassi.
Costigliole d'Asti giáp các đô thị: Agliano Terme, Antignano, Calosso, Castagnole delle Lanze, Castiglione Tinella, Govone, Isola d'Asti, Montegrosso d'Asti và San Martino Alfieri.